# Enver Čolaković
Enver Čolaković (Budimpešta, 27. svibnja 1913. – Zagreb, 18. kolovoza 1976.), bio je bosanskohercegovački, hrvatski i mađarski pjesnik, dramaturg, esejist, pisac proznih djela, romana, novela, dnevnika i slično. Prevodio je s hrvatskoga jezika na mađarski i njemački jezik i obrnuto.

## Životopis
Enver Čolaković rođen je u Budimpešti 1913. godine u obitelji Vejsilbega i Ilone Čolaković rođ. Mednyanszki. U rodnom gradu je završio realnu gimnaziju i upisao se na Visoku tehničku školu. Školovao se zatim u Sarajevu i Beogradu, a u Zagrebu 1959. godine diplomirao je povijest.
Budući da se rodio u Mađarskoj do 1939. godine je pisao na mađarskom i njemačkom, a od 1939. godine samo na hrvatskom jeziku. Od 1939. do 1944. godine živio je u Sarajevu. Godine 1944. imenovan je atašeom za kulturu pri hrvatskom poslanstvu u Mađarskoj. Poslije sloma NDH u Sarajevu je od novih vlasti uhićen 1945. godine i proveden u Zagreb nakon čega je pušten, kasnije nekoliko puta biva ponovno uhićivan te puštan. Od 1945. godine nastavio je živjeti u Zagrebu ali nije mogao objavljivati te se samo bavi prevođenjem i radio je kao korektor u Nakladnom zavodu Hrvatske (do 1946. godine) te kao redaktor u Leksikografskom zavodu (od 1952. do 1954. godine). Godine 1947. osnovao je obitelj s pijanisticom Stellom Čolaković, rođ. Podvinec.
Bio je anonimni prevoditelj više djela Ervina Šinka s mađarskoga jezika.
Bio je član Društva hrvatskih književnika, Matice hrvatske i PEN-kluba te Društva hrvatskih književnih prevodilaca.

## Djela
- Legenda o Ali-paši, roman, Zagreb, 1944. (2. izd. Zagreb, 1970., 3. izd. Zagreb, 1989., 4. izd. Sarajevo, 1991., 5. izd. Sarajevo 1997., 6. i 7. izd. Sarajevo 1998., 8. izd. Podgorica 2007.)
- Zlatna knjiga mađarske poezije, Zagreb, 1978.
- Izabrane pjesme, Zagreb, 1990.
- Lokljani, Iz Bosne o Bosni, pripovijetke, Zagreb, 1991.
- Mali svijet, roman, Zagreb, 1991.
- Bosni, Zagreb 1998.
- Jedinac: roman u stihovima, Zagreb 2005., Sarajevo 2024.
- Knjiga majci, Hadžići 2013., Sarajevo 2024.
- Melun, Sarajevo 2023.

## Nagrade i priznanja
- 1943.: Nagrada Matice hrvatske za najbolji roman, Legenda o Ali-paši.
- 1969.: Plaketa Petófi.
- 1970.: Od Austrije je dobio Križ Časti za znanost i umjetnost 1. reda.
- 1970.: za prevodilački rad s mađarskog i njemačkog jezika dobio je plaketu Društva pisaca Mađarske Pro Litteris Hungaricis